# Undertoner
Undertoner er et dansk musiksite, som beskæftiger sig med national og international musik, og som dagligt udgiver plade- og koncertanmeldelser, interviews, nyheder, konkurrencer, klummer, musik- og koncertanbefalinger og andre features. Siden januar 2012 er Undertoner også medarrangør af koncertrækken Undertoner præsenterer..., hvor en række bands showcases på spillestedet Beta på Amager.
Undertoner har hver måned ca. 12.000 unikke visninger[kilde mangler] og anmelder både mindre bands og mere etablerede musikere.
Undertoner har omtrent 30 (mere eller mindre) aktive og skribenter og anmeldere tilknyttet og en redaktion på fire redaktører med hvert deres område: Koncerter, web, artikler og nyheder plus en chefredaktør.
Undertoner er båret af frivillig arbejdskraft, har eksisteret siden 2003 og blev startet af Anders Hjortkær Christensen.
Navnet kommer af det musikteoretiske begreb 'undertoner', der imidlertid også har en overført betydning af indirekte hentydning, svarende (eller i modsætning) til overtoner.

## Eksterne link
- http://www.undertoner.dk/2012/01/nyt-koncertsamarbejde-mellem-undertoner-og-beta/
- https://www.facebook.com/undertoner/info
- http://www.undertoner.dk/om/redaktionen/
- http://beta2300.dk/n/undertoner-prasenterer-the-do Arkiveret 26. marts 2012 hos  Wayback Machine
- http://wimp.dk/wweb/playlist/?playlist=f2e6d309-63f3-4550-a06f-beda94ae4ede (Webside+ikke+længere+tilgængelig)